# Ministri di grazia e giustizia del Regno delle Due Sicilie
Successione cronologica dei ministri di Grazia e giustizia e dei culti nel Regno delle Due Sicilie.

## Elenco
- Donato Tommasi (1815-1820)
- Francesco Ricciardi (9 luglio 1820-7 dicembre 1820)
- Giacinto Troisi (1820-1821)
- Raffaele de Giorgio - direttore "con referenda e firma" - (1821-1822)
- Donato Tommasi (1822-1831)
- Antonio Franco - direttore "con referenda e firma" - (1831-1832)
- Nicola Parisio (1832-1848)
- Cesidio Bonanni d'Ocre (1848)
- Aurelio Saliceti (1848)
- Giovanni Vignale (1848)
- Nicola Gigli (1848-1849)
- Francesco Paolo Ruggiero (ad interim, 1849)
- Raffaele Longobardi (1849-1854)
- Ferdinando Troya (1854)
- Luigi Pionati (1854-1860)
- Cesare Galletti (1860)
- Gregorio Morelli (1860)
- Giuseppe Pisanelli (1860)
- Pietro Calà Ulloa (1860-1861)